# Arcadio Lobato
Arcadio Lobado Solana (Madrid, 1955) es un escritor e ilustrador español.de literatura infantil

## Biografía
Arcadio Lobato nació en Madrid en 1955. Estudió Ciencias Biológicas en la Universidad Complutense de Madrid, sin concluir la carrera porque pesó más su vocación artística. Estudió  desnudo del natural en el Círculo de Bellas Artes de Madrid y técnica de la acuarela en la Agrupación Española de Acuarelistas Desde 1973 a 1979 trabajó en la empresa Ortiz, especializada en la  impresión y edición de tarjetas de Navidad  en la que coincidió con el que luego sería también ilustrador de libros infantiles, Jesús Gabán. 
Eran los años de la transición política española. Lobato, a pesar de su juventud, era un activista sindical de cierta experiencia por lo que fue elegido como representante de dibujantes, fotógrafos y humoristas, en la Junta Directiva del sindicato de los artistas, ASAP , que, promovido por importantes nombres del arte español, incluía explícitamente las artes aplicadas, el diseño gráfico, la fotografía y la cerámica artística, al mismo nivel de dignidad de las Bellas Artes tradicionales.     
En el 1982 ilustra El toro Fiel con texto de Ernest Hemingway por el cual al año siguiente obtendrá una mención honorífica en la Bienal de Bratislava. 
Ha impartido clases de acuarela en la Agrupaciòn Española de Acuarelistas y en los años 80 se convirtió en discípulo del artista checo Štěpán Zavřel. En los años 90, gracias al encuentro con Anna Casaburi, comenzó a trabajar con las escuelas para enseñar a los niños a comunicar con el diseño. En 1983-1984 realizó la sección "Taller de Diseño" en el programa "El Trestere" de Radio 3, presentado por José Antonio Muñoz, exfundador del grupo musical Aguaviva, que hacía también de don Crescencio.
En 2005 parte del supuesto del Botteghe del libro illustrato, financiado por la Cassa di Risparmio di Bologna, que dará lugar a la publicación de varios libros, especialmente los clásicos. En 2010 una exposición en Modena, presentó el nuevo libro La storia di Abramo.
Ha realizado numerosas exposiciones con sus obras y sus libros son traducidos a más de 20 idiomas.

## Premios
- 1982 Premio a las mejores ilustraciones infantiles y juveniles (2008 Premio Nacional de Ilustración),  accésit con El hombre de la lluvia

- 1983 Bienal de Bratislava menciòn de honor por El toro fiel (1982)

- 1989 Premio Europeo del libro ilustrado.

## Obras
- El dragón mágico y otros relatos (1981)
- Diario de vacaciones (1982)
- El elefante cobarde (1982)
- Cuando sea mayor haré cine (1982)
- El muñeco don Bepo  (1986)
- El velero rojo (1986)
- Cinco días de agosto (1987)
- El maestro y el robot (1987)
- El mayor tesoro (1988)
- Cuentos negros para niños blancos (1988)
- Latazo : El niño y el entorno social (1988)
- Algunos niños, tres perros y más cosas (1989)
- Tano en el castillo del aire (1989)
- Tano en la frontera del tiempo (1989)
- Tano en la torre del laberinto  (1989)
- Tano en la trampa de papel (1989)
- La bruja Corrocota  (1993)
- Un secuestro de película (1995)
- La princesa aburrida (1998)
- La zorra y el sapo (1998)
- 40 niños y un perro  (1999)
- Antón Retaco  (2000)
- Hormiguita negra (2001)
- El velero rojo (2001)
- Adiós, Josefina (2002)
- Volando por las palabras (2002)
- Duerme, duerme, mi niño : arrullos, nanas y juegos de falda (2004)
- Palabras de bienvenida (2004)
- Palabras para una espera (2004)
- ¡Yo soy mayor! (2004)
- Cuaderno del bebé (2005)
- Cuaderno del bebé : tiempo de asombros (2006)